# 罗城头街道
罗城头街道，是中华人民共和国河北省邯郸市邯山区下辖的一个乡镇级行政单位。

## 行政区划
罗城头街道下辖以下地区：
三号院社区、开元社区、罗一社区、小学北路社区、四号院社区、文安社区、矿院社区、渚河南社区、罗三社区和电力社区。